# Унтерберґен
Унтерберґен (нім. Unterbergen) — німецька колонія у Підгірному (Пустомитівський район), між Винниками і Підберізцями, закладена у 1785 році. Проіснувала до квітня 1940 року. 1785 року в Унтерберґені було закладено 10 німецьких будинків. Разом з колонією Вайнберґен творили одну громаду. Власного храму і власної школи не було. Мешканці ходили до лютеранської кірхи (сьогодні — Церква Різдва святого Івана Хрестителя, Винники). Діти теж відвідували школу у Винниках. Хрещення проводили німці у винниківському римо-католицькому костелі, а похорони відправляв німецький учитель з Винник. 1807 року тут мешкало 83 особи. 1808 року в Унтерберґені — 54 особи. У 1880 року, згідно з даними поданими у «Географічному словнику Королівства Польського та інших земель слов'янських», в Унтерберґені було 12 будинків і 100 мешканців, із них 82 народності німецької, 15 русинів (українців) і 3 поляків.